# 佳宅巷民居
佳宅巷民居，是浙江兰溪市的一处清代建筑，位于云山街道金钟岭社区佳宅巷。

## 建筑
佳宅巷61号是清光绪进士、翰林刘焜（1805-1891年）的东园故居，又名甓园。原有亭台楼榭、假山等已不存，仅存水池和门厅。

## 保护
1997年9月2日，佳宅巷民居公布为第四批兰溪市文物保护单位。